# ويليس كولينز هوفر كورت
ويليس كولينز هوفر كورت (بالإنجليزية: Willis Collins Hoover Kurt)‏ هو قس أمريكي، ولد في 20 يوليو 1858 في فري بورت في الولايات المتحدة، وتوفي في 27 مايو 1936 في فالبارايسو في تشيلي.